# Cosimo Damiano Damato
Cosimo Damiano Damato (Margherita di Savoia, 22 settembre 1973) è un regista e sceneggiatore italiano, attivo soprattutto nel mondo del teatro.

## Biografia
Nato in Puglia, inizia a lavorare a teatro e nel corso della carriera collabora con Giancarlo Giannini, Arnoldo Foà, Catherine Deneuve, Michele Placido, Riccardo Scamarcio, Lucio Dalla, Renzo Arbore, Moni Ovadia e Carlo delle Piane.
Nel 2008 dirige il cortometraggio d'animazione La luna nel deserto con la sceneggiatura di Raffaele Nigro. Al film offrono la voce Michele Placido, Renzo Arbore, Arnoldo Foà,  Violante Placido, Savino Zaba  mentre la musica originale è dei Radiodervish. Il film è stato presentato alla 65ª Mostra internazionale d'arte cinematografica di Venezia.
Parallelamente si dedica alla sperimentazione teatrale, scrivendo il testo Agricane ed Orland - Cavalieri per amor cortese (con Sergio Rubini e Riccardo Scamarcio) e il musical Ritornare a Sud, che vede impegnati Giancarlo Giannini e Silvia De Santis. Con gli stessi artisti dirige Amadè - Il ritratto del genio, dedicato a Mozart. La collaborazione con Arnoldo Foà inizia nel 2008 con Sono sfiorite le rose - Il carteggio d'amore e prosegue con Blues e Olio di vino. Debutta alla Versiliana con la regia de L'intelligenza, il cuore, le dita con Riccardo Scamarcio protagonista.
Nel 2009 firma il docu-film Una donna sul palcoscenico, dedicato alla poetessa Alda Merini, che vede la partecipazione di Mariangela Melato e che viene selezionato come evento speciale alle giornate degli autori della 66ª Mostra internazionale d'arte cinematografica di Venezia. Segue, sempre dedicato alla Merini, il monologo teatrale L'amore è un delirio.
Tra il 2009 e il 2010 ha diretto diversi spettacoli con Isabella Ferrari (Di marmo il seno, di diamante il core), Stefania Sandrelli (Femmina e la morte), Giulio Scarpati (Il genio di Vatel), Michele Placido (ll conte di S. Germain) e Fabrizio Bentivoglio (Vanvitelli: l'ombra del figlio).
Nel 2010 dirige Isabella Santacroce in Via Crucis. Nello stesso anno debutta con lo spettacolo musicale Il bene mio. Si tratta di una concept-story sulla vita di Matteo Salvatore. Vi partecipano Lucio Dalla, Renzo Arbore, Teresa De Sio, Moni Ovadia,  Lo spettacolo va in scena l'ultima volta il 10 febbraio 2012 al Teatro Petruzzelli di Bari con Lucio Dalla e Marco Alemanno, dopo la morte di Dalla lo spettacolo torna in scena a dicembre 2013 con il titolo Prapatapumpa, padrone mio ti voglio arricchire con Moni Ovadia ed H.E.R, debuttando all'Arena del Sole di Bologna.
Dal sodalizio artistico con Tonino Accolla nasce Il piccolo principe raccontato da Homer. Realizza nel 2012 il docu-film Missoni Swing riguardante l'epopea di Ottavio Missoni (con la partecipazione di Dario Fo e musiche di Renzo Arbore). Nel 2013 presenta il documentario Os-cia - La bellezza di Tonino Guerra con Tonino Guerra con la partecipazione di Abbas Kiarostami.
Nel 2014 lavora allo spettacolo Freedom - Imparare la libertà con Gherardo Colombo esibendosi al Concerto del Primo Maggio in piazza San Giovanni a Roma.
Nel 2016 dirige Tu non c'eri, cortometraggio scritto da Erri De Luca che vede protagonisti Piero Pelù, Brenno Placido e Bianca Guaccero.
È stato voce narrante negli spettacoli Poetry Soundtrack con Luis Bacalov; Elettroshock con Antonella Ruggiero; Lezioni d'amore con Roberto Vecchioni; Alda e il soldato rock con Eugenio Finardi; Se i delfini venissero in aiuto con Erri De Luca; Poeti con Morgan e Piano Poetry con Sergio Cammariere.
Ha anche pubblicato tre libri di poesie: La stanza sul porto, La quinta stagione e L'ultima sequenza di un film di Jarmusch, da cui è stato tratto l'omonimo recital con Alessandro Haber). Nel 2018 ha scritto e diretto il videoclip musicale a cartoni animati Dalla pace del mare lontano di Sergio Cammariere.
Nel 2018 sulla piattaforma tv Loft è uscito il film Prima che il gallo canti - Il Vangelo secondo Andrea, un film documentario su Don Andrea Gallo con la partecipazione, fra gli altri, di Vasco Rossi, Francesco Guccini e Claudio Bisio.

## Altre attività
Scrive su La Gazzetta del Mezzogiorno occupandosi di teatro, cinema e musica. Tiene corsi di scrittura creativa.

## Filmografia

### Regista
- La luna nel deserto - cortometraggio (2008)
- Alda Merini - Una donna sul palcoscenico - documentario (2009)
- Io sono il teatro - Arnoldo Foà raccontato da Foà - documentario (2011)
- Missoni Swing - documentario (2012)
- Os-cia - La bellezza di Tonino Guerra - documentario (2013)
- Prapatapumpapumpapà - documentario (2014)
- Tu non c'eri - cortometraggio (2016)
- Prima che il gallo canti - Il Vangelo secondo Andrea (2018)
- Fernando, l'ultimo poeta rivoluzionario venuto dal sud - cortometraggio documentario (2019)